# 교토부 선거구
교토부 선거구(일본어: 京都府選挙区)는 일본의 참의원 선거구이다.

## 선거구 정보
| 지역      | 교토부 전역              |
| 의원 정수 | 4명 (개선 정수 2명)      |
| 유권자 수 | 2,097,987명 (2022년 9월) |

## 역대 의원
| 홀수회                         | 홀수회                         | 홀수회        | 짝수회        | 짝수회                       | 짝수회                         |
| 의원 1                         | 의원 2                         | 선거          | 선거          | 의원 1                       | 의원 2                         |
| ------------------------------ | ------------------------------ | ------------- | ------------- | ---------------------------- | ------------------------------ |
| 하타노 린이치 (무소속)         | 가니에 구니히코 (일본사회당)   | 1947년 제1회  | 1947년 제1회  | 오노기 히데지로 (일본자유당) | 오쿠 슈이치로 (일본자유당)     |
| 하타노 린이치 (무소속)         | 가니에 구니히코 (일본사회당)   |               | 1950년 제2회  | 오노기 히데지로 (자유당)     | 오야마 이쿠오 (무소속)         |
| 이노우에 세이이치 (자유당)     | 다케나카 가쓰오 (사회당 좌파)  | 1953년 제3회  |               | 오노기 히데지로 (자유당)     | 오야마 이쿠오 (무소속)         |
| 이노우에 세이이치 (자유당)     | 다케나카 가쓰오 (사회당 좌파)  |               | 1956년 보궐   | 오노기 히데지로 (자유당)     | 고니시 히데오 (자유민주당)     |
| 이노우에 세이이치 (자유당)     | 다케나카 가쓰오 (사회당 좌파)  |               | 1956년 제4회  | 후지타 도타로 (일본사회당)   | 오노기 히데지로 (자유민주당)   |
| 이노우에 세이이치 (자유민주당) | 나가스에 에이이치 (일본사회당) | 1959년 제5회  |               | 후지타 도타로 (일본사회당)   | 오노기 히데지로 (자유민주당)   |
| 이노우에 세이이치 (자유민주당) | 나가스에 에이이치 (일본사회당) |               | 1962년 제6회  | 오노기 히데지로 (자유민주당) | 후지타 도타로 (일본사회당)     |
| 이노우에 세이이치 (자유민주당) | 우에키 미쓰노리 (자유민주당)   | 1963년 보궐   |               | 오노기 히데지로 (자유민주당) | 후지타 도타로 (일본사회당)     |
| 우에키 미쓰노리 (자유민주당)   | 오하시 가즈타카 (일본사회당)   | 1965년 제7회  |               | 오노기 히데지로 (자유민주당) | 후지타 도타로 (일본사회당)     |
| 우에키 미쓰노리 (자유민주당)   | 오하시 가즈타카 (일본사회당)   |               | 1966년 보궐   | 하야시다 유키오 (자유민주당) | 후지타 도타로 (일본사회당)     |
| 우에키 미쓰노리 (자유민주당)   | 오하시 가즈타카 (일본사회당)   |               | 1968년 제8회  | 하야시다 유키오 (자유민주당) | 가와다 겐지 (일본공산당)       |
| 우에키 미쓰노리 (자유민주당)   | 오하시 가즈타카 (일본사회당)   | 1971년 제9회  |               | 하야시다 유키오 (자유민주당) | 가와다 겐지 (일본공산당)       |
| 우에키 미쓰노리 (자유민주당)   | 오가와 한지 (자유민주당)       | 1974년 보궐   | 1974년 제10회 | 하야시다 유키오 (자유민주당) | 가와다 겐지 (일본공산당)       |
| 우에키 미쓰노리 (자유민주당)   | 사토 아키오 (일본공산당)       | 1977년 제11회 |               | 하야시다 유키오 (자유민주당) | 가와다 겐지 (일본공산당)       |
| 우에키 미쓰노리 (자유민주당)   | 사토 아키오 (일본공산당)       |               | 1978년 보궐   | 우에다 미노루 (자유민주당)   | 가와다 겐지 (일본공산당)       |
| 우에키 미쓰노리 (자유민주당)   | 사토 아키오 (일본공산당)       |               | 1980년 제12회 | 우에다 미노루 (자유민주당)   | 가미타니 신노스케 (일본공산당) |
| 우에키 미쓰노리 (자유민주당)   | 사토 아키오 (일본공산당)       | 1983년 제13회 |               | 우에다 미노루 (자유민주당)   | 가미타니 신노스케 (일본공산당) |
| 우에키 미쓰노리 (자유민주당)   | 사토 아키오 (일본공산당)       |               | 1986년 제14회 | 하야시다 유키오 (자유민주당) | 가미타니 신노스케 (일본공산당) |
| 사사노 데이코 (연합회)         | 니시다 요시히로 (자유민주당)   | 1989년 제15회 |               | 하야시다 유키오 (자유민주당) | 가미타니 신노스케 (일본공산당) |
| 사사노 데이코 (연합회)         | 니시다 요시히로 (자유민주당)   |               | 1992년 제16회 | 하야시다 유키오 (자유민주당) | 니시야마 도키코 (일본공산당)   |
| 니시다 요시히로 (자유민주당)   | 사사노 데이코 (민주개혁연합)   | 1995년 제17회 |               | 하야시다 유키오 (자유민주당) | 니시야마 도키코 (일본공산당)   |
| 니시다 요시히로 (자유민주당)   | 사사노 데이코 (민주개혁연합)   |               | 1998년 제18회 | 후쿠야마 데쓰로 (무소속)     | 니시야마 도키코 (일본공산당)   |
| 니시다 요시히로 (자유민주당)   | 마쓰이 고지 (민주당)           | 2001년 제19회 |               | 후쿠야마 데쓰로 (무소속)     | 니시야마 도키코 (일본공산당)   |
| 니시다 요시히로 (자유민주당)   | 마쓰이 고지 (민주당)           |               | 2004년 제20회 | 후쿠야마 데쓰로 (민주당)     | 니노유 사토시 (자유민주당)     |
| 마쓰이 고지 (민주당)           | 니시다 쇼지 (자유민주당)       | 2007년 제21회 |               | 후쿠야마 데쓰로 (민주당)     | 니노유 사토시 (자유민주당)     |
| 마쓰이 고지 (민주당)           | 니시다 쇼지 (자유민주당)       |               | 2010년 제22회 | 후쿠야마 데쓰로 (민주당)     | 니노유 사토시 (자유민주당)     |
| 니시다 쇼지 (자유민주당)       | 구라바야시 아키코 (일본공산당) | 2013년 제23회 |               | 후쿠야마 데쓰로 (민주당)     | 니노유 사토시 (자유민주당)     |
| 니시다 쇼지 (자유민주당)       | 구라바야시 아키코 (일본공산당) |               | 2016년 제24회 | 니노유 사토시 (자유민주당)   | 후쿠야마 데쓰로 (민진당)       |
| 니시다 쇼지 (자유민주당)       | 구라바야시 아키코 (일본공산당) | 2019년 제25회 |               | 니노유 사토시 (자유민주당)   | 후쿠야마 데쓰로 (민진당)       |
| 니시다 쇼지 (자유민주당)       | 구라바야시 아키코 (일본공산당) |               | 2022년 제26회 | 요시이 아키라 (자유민주당)   | 후쿠야마 데쓰로 (입헌민주당)   |

## 최근 선거 결과

### 2016년 (제24회)
| 제24회 참의원 의원 통상선거교토부 선거구 (정수: 2명)       |                   |            |             |        |      |                 |
| 투표일: 2016년 7월 10일유권자수: 2,132,372명투표율: 51.16% |                   |            |             |        |      |                 |
| 후보                                                       | 후보              | 정당       | 득표        | 득표율 | 당락 | 비고            |
|                                                            | 니노유 사토시     | 자유민주당 | 422,416표   | 39.97% | 당선 | 공명당 추천     |
|                                                            | 후쿠야마 데쓰로   | 민진당     | 389,707표   | 36.88% | 당선 | 사회민주당 추천 |
|                                                            | 오카와라 도시타카 | 일본공산당 | 211,663표   | 20.03% |      |                 |
|                                                            | 오야기 미쓰코     | 행복실현당 | 32,973표    | 3.12%  |      |                 |
| 합계                                                       | 합계              | 합계       | 1,056,759표 |        |      |                 |

### 2019년 (제25회)
| 제25회 참의원 의원 통상선거교토부 선거구 (정수: 2명)       |                   |                            |           |        |      |             |
| 투표일: 2019년 7월 21일유권자수: 2,126,435명투표율: 46.42% |                   |                            |           |        |      |             |
| 후보                                                       | 후보              | 정당                       | 득표      | 득표율 | 당락 | 비고        |
|                                                            | 니시다 쇼지       | 자유민주당                 | 421,731표 | 44.21% | 당선 | 공명당 추천 |
|                                                            | 구라바야시 아키코 | 일본공산당                 | 246,436표 | 25.83% | 당선 |             |
|                                                            | 마스하라 히로코   | 입헌민주당                 | 232,354표 | 24.36% |      | [ 주 2 ]    |
|                                                            | 야마다 아키히사   | NHK로부터 국민을 지키는 당 | 37,353표  | 3.92%  |      |             |
|                                                            | 미카미 다카시     | 올리브나무                 | 16,057표  | 1.68%  |      |             |
| 합계                                                       | 합계              | 합계                       | 953,931표 |        |      |             |

### 2022년 (제26회)
| 제26회 참의원 의원 통상선거교토부 선거구 (정수: 2명)       |                 |               |             |        |      |                 |
| 투표일: 2022년 7월 10일유권자수: 2,094,931명투표율: 50.91% |                 |               |             |        |      |                 |
| 후보                                                       | 후보            | 정당          | 득표        | 득표율 | 당락 | 비고            |
|                                                            | 요시이 아키라   | 자유민주당    | 293,071표   | 28.18% | 당선 | 공명당 추천     |
|                                                            | 후쿠야마 데쓰로 | 입헌민주당    | 275,140표   | 26.46% | 당선 |                 |
|                                                            | 구스이 유코     | 일본유신회    | 257,852표   | 24.79% |      | 국민민주당 추천 |
|                                                            | 다케야마 사이코 | 일본공산당    | 130,260표   | 12.53% |      |                 |
|                                                            | 아다치 유지     | 참정당        | 40,500표    | 3.89%  |      |                 |
|                                                            | 하시모토 구미   | 유신정당·신풍 | 21,614표    | 2.08%  |      |                 |
|                                                            | 호시노 다쓰야   | NHK당         | 8,946표     | 0.86%  |      |                 |
|                                                            | 오우미 마사히코 | NHK당         | 7,181표     | 0.69%  |      |                 |
|                                                            | 하시모토 구미   | 신당 구니모리 | 5,414표     | 0.52%  |      |                 |
| 합계                                                       | 합계            | 합계          | 1,039,978표 |        |      |                 |

## 같이 보기
- 교토부 제1구
- 교토부 제2구
- 교토부 제3구
- 교토부 제4구
- 교토부 제5구
- 교토부 제6구